# 己巳換局
己巳換局（キサファングク、きしかんきょく）は、朝鮮王国第19代王・粛宗治世下の1689年に、西人派の官僚が宮廷から一掃され、南人派が政権を握った政局転換事件。

## 概要
1688年、後宮の張氏が王子・昀を生んだ。第19代国王の粛宗は昀を元子（王位継承順位第1位）に封じようとするが、当時政権を掌握していた西人派は正妃の仁顕王后を支持していたため、昀の元子称号に反対する。これを王に対する反逆と捉えた粛宗は西人を処罰し、張氏を支持した南人を代わりに要職に付け、政権交代がなされた。

## 経緯
粛宗治世の朝鮮の朝廷には、西人と南人の2つの派閥があったが、1680年の庚申換局によって南人が追放され、西人が政権を掌握していた。

### 張氏の台頭
粛宗の正妃の仁敬王后が1680年に男子を生まないまま天然痘によって死去した後、新たに仁顕王后が継妃に迎えられたが、数年たっても息子を出産できずにいた。そんな中、女官であった張氏はずば抜けた容貌によって承恩（王からの寵愛）を受けたが、彼女をきわめて奸悪と評した大妃・明聖王后により宮廷から追放された。明聖王后の死後に張氏は宮廷に復帰するが、粛宗の寵愛が日を追うごとに増して彼女は驕慢で気ままな女に急変していき、臣下が張氏の追放を求めるも粛宗は声を荒げてその者を処罰した。張氏が後宮に封じられて厚遇を受けると、西人の多くが張氏による禍乱を恐れてその待遇に異を唱えた。一方の南人は張氏を全面的に支持し、西人と南人の対立が鮮明になった。
1688年、張氏は男子・昀を生んだ。粛宗が王位についてから初めての王子誕生であった。

### 元子称号を定めるにあたって
1688年の王子誕生がとても嬉しかった粛宗は、翌1689年1月10日に大臣を招集して昀に元子称号を封じることを建議する。当時正妃であった仁顕王后はまだ22歳であったため、嫡子が生まれる可能性は十二分にあり、王子を元子に封じることは極めて性急であった。こうした背景を理由に、政敵である南人の支持基盤・張氏の息子に元子称号が与えられることを避けたかった西人の重臣は反発した。
しかし1月15日、粛宗は大臣の反対を押し切り、昀を元子に封じて張氏を後宮の最高位にあたる「嬪」に昇格させ、「禧嬪」とした。

### 政権交代
大臣たちの反発は、昀が元子に封じられてからも収まらず、西人党内の一派である老論派の領袖・宋時烈は、中国・北宋の神宗が哲宗を得たものの、後宮の産んだ子供だったために藩王に封じ、後に嫡子が生まれないまま神宗が死去したことで初めて太子に冊封されて皇位を継いだことを例に挙げ、昀を元子に封じたのは時期尚早だと強調した。
粛宗が昀を元子に封じたのは、後継者をめぐって闘争が発生することや西人が政治を専断することを防ぎたいという思いがあったからであったが、既に元子が確定した後になされた宋時烈の上疎は、王をないがしろにする行為だとして粛宗は激怒した。
粛宗は、明の皇帝が皇子を誕生後すぐに皇太子に冊封した例に触れ、宋時烈の論法を詭弁だとした上で直ちに彼の官職を剥奪して追放することを命じた。
宋時烈の配流を皮切りとして、要職にあった西人100人以上が追放され、空いた朝廷の要職には抜擢された南人が就く形で政権交代がなされた。

## 余波
政権交代に関連して、粛宗は事の発端を仁顕王后に求めて彼女の位を廃した。王后の廃妃は西人だけでなく南人からも反対者が起こったが、その多くは流刑に処された。実家に戻ることとなった仁顕王后に代わって張氏が昇格して正妃の座についた。
また、西人の領袖・宋時烈は80歳を超える老躯ということで尋問を受けずに賜死を命じられ、賜薬を進んで飲んで刑死した。この際記した『示諸子孫姪孫等』という直筆の遺書が後世に伝えられている。

## 己巳換局が描かれた作品
テレビドラマ
- 『妖婦 張禧嬪』（1995年、SBS）
- 『張禧嬪-チャン・ヒビン-』（2002年～2003年、KBS）
- 『トンイ』（2010年、MBC）
- 『チャン・オクチョン-張禧嬪-』（2013年、SBS）